# 園林

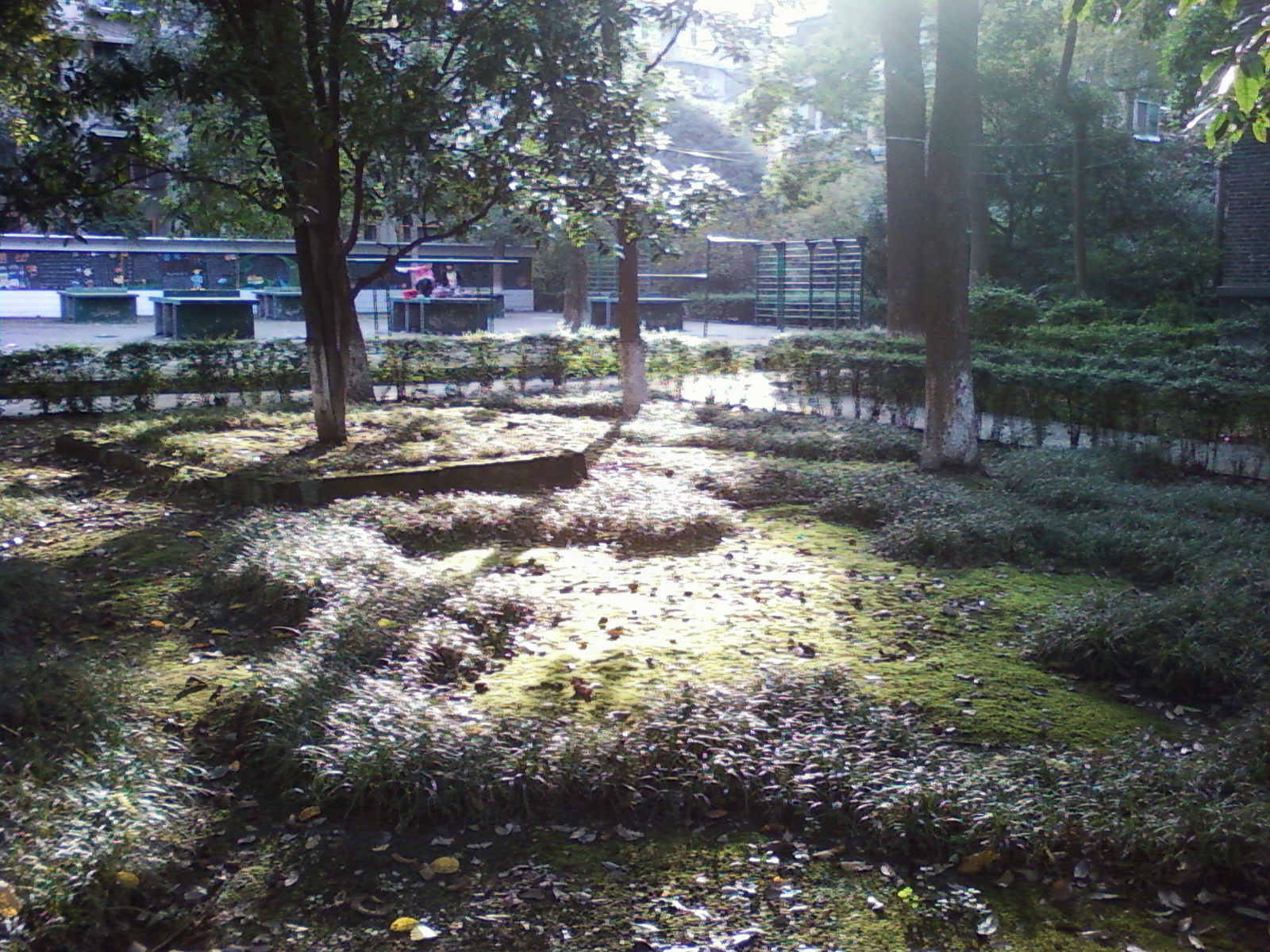
中国大陆四川乐山某高校，一个阳光照射下的花坛。

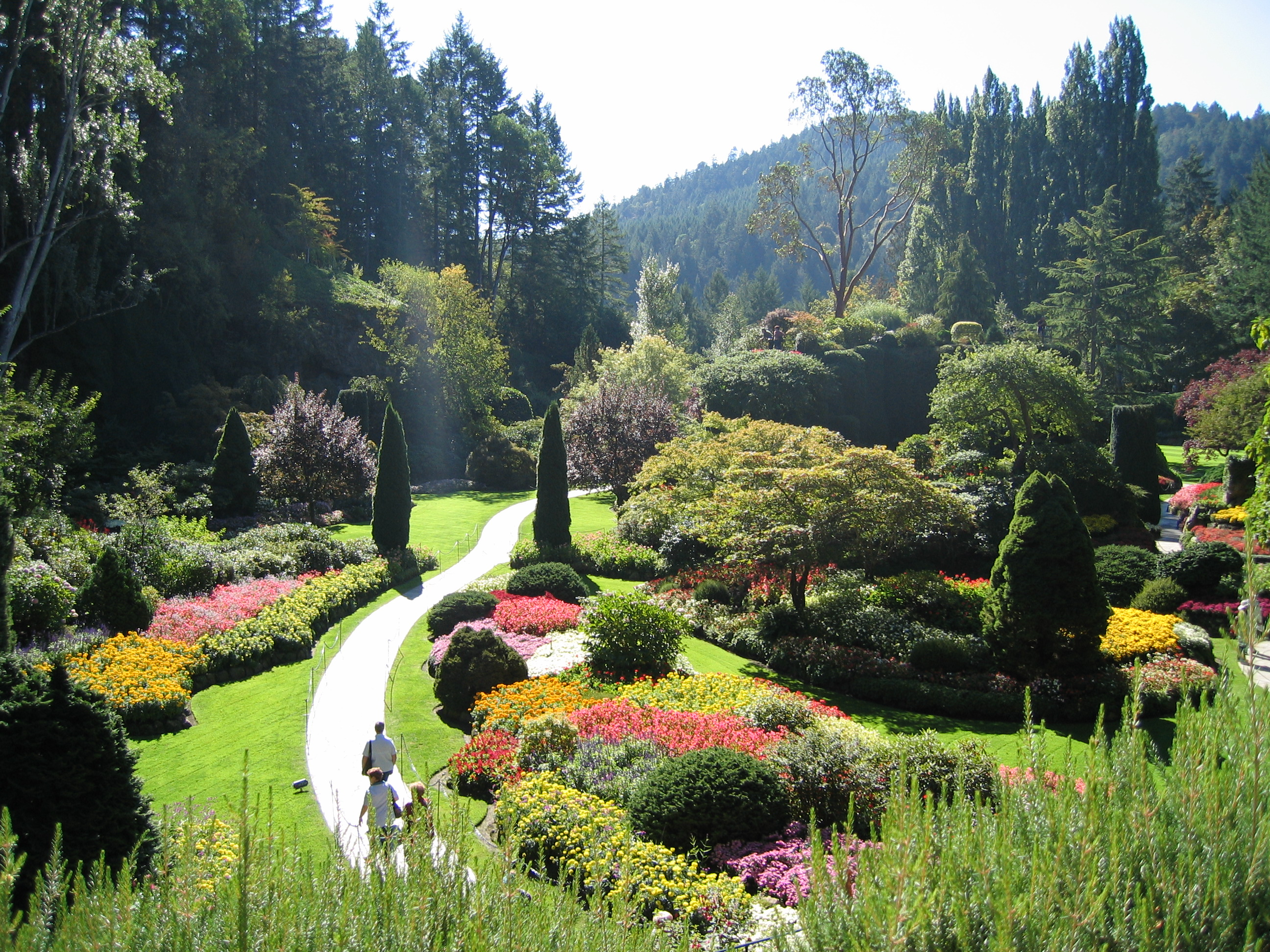
加拿大溫哥華島上的布查花園。

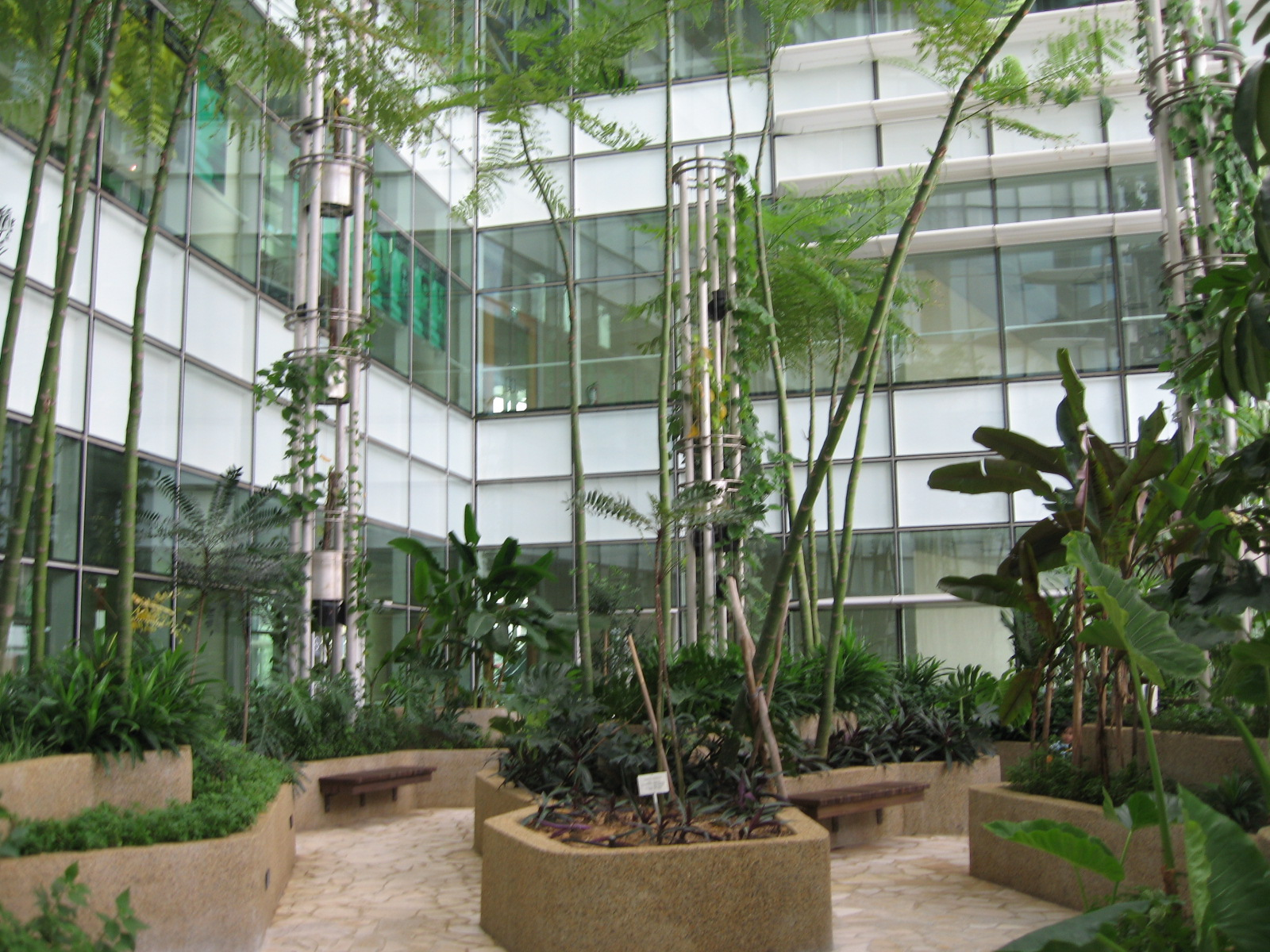
新加坡國家圖書館庭園。

園林也稱庭園，是一個經過安排的空間，通常位於室外。庭園為小院子或庭前綠化空地，園林規模則較大，多半經由專門設計。內部種植許多植物，通常包括多種花卉，並且擺設一些其他的人為自然景觀。花園也衍生出一些陳列特定自然景觀的設施，例如動物園。
園藝是發展和維護花園的活動。這項工作可以由一個業餘或專業園丁來施作。園丁也可以在非花園裡工作，比如公園、路邊的路基、或其他公共空間，景觀建築與景觀建築師趨於專門設計為公共和企業客戶相關的專業活動。

## 詞源
- 文選‧古詩十九首：「庭中有奇樹，綠葉發華滋。」。唐‧白目言‧渡湘江詩：「遲日園林悲昔遊，今春花鳥作邊愁。」
- 日常用語裡常把「庭園」和「花園」混用，其實花園專指以展示花卉為主的庭園。
- 庭園一詞在許多歐洲語言中，起源於古諾爾斯語的「garðr」，原意為「世界」。

## 历史
各地在经历不同的发展时间后，并形成各自风格的园林体系。有分为三大体系：中式园林、西亚园林、欧式园林。在普遍信仰伊斯兰教后的中东和南亚次大陆地区，西亚园林进一步发展为伊斯蘭園林体系。
17世纪的封闭式花园注重形式设计的欧式园艺，这类源自荷兰、法国和意大利的作风，包含了人类掌控自然的渴望。
18世纪的风景式花园拥有蜿蜒起伏的开阔风景，有大量的人为重造斜坡、开辟水池、有计划地移植树群，还以小庙与祭坛等古典风格建筑穿插装饰。
19世纪的维多利亚式庭院，如植物园般的温室收罗异国植物，见证了英国工业革命的繁荣。
20世纪初庭院风格趋于乡村化，英国式乡村庭院此时举世所知，当中以肯特郡（Kent）的西辛赫斯特（Sissinghurst）和格洛斯特郡（Gloucestershire）的海德蔻特庄园大厦（Hidcote Manor）最为知名。

### 公共化
园林的拥有和使用者，通常是君主、贵族、富裕阶级、政府机构及宗教团体，按拥有者可分为皇家园林、官家园林、私家园林、寺观园林等。中国历史上，最迟，从宋朝起，就有私家园林对公众开放的习俗，并沿袭至明清。第一次工业革命后，英国贵族所拥有的私家园林对公众开放。在18世纪，引起欧洲各国的效仿，是为现代城市公园的肇始。此后，政府兴建的公园在城市规划占有重要地位。晚清时，中国社会开始效仿西方，出现分享共用的公园。中华人民共和国建立后，随着土地国有化，传统的私家园林亦转化为国有。但仍有部分园林历经产权变迁，依旧为私人所有。

## 园林设计
园林设计是对园林植物、建筑、地形进行布局和规划。园林可由园林业主或专业人员來设计。专业园林设计师学习设计和园艺的基本原则，并拥有使用植物的经验和知识。一些专业的园林设计师同时也是景观设计师。景观设计师通常需要更低级的学位以及正式的执照。
园林设计的要素包括硬质景观的布局，如园路、山、墙、休息区和装饰的位置，以及植物和它们的园艺特性，包括不同季节的外观、寿命、生长习性、小、生长速度和它们与其他的植物或景观的搭配。除此之外，园林设计还需要考虑园林的维护成本，的时间和资金，以选择生长速度、播种方式、生命周期、花卉开放时间适合的植物。园林按照设计风格可大致分为两种园林。
园林设计中最重要的考虑是园林的用途，其次是设计师想要展现的风格类型，以及园林连接周边的房屋或其他建筑的方式。所有这些因素都受到预算的限制。有许多方法可以降低预算，例如使用更少的植物和更廉价的硬质景观来打造较为简单的园林、使用成本更低的种子来代替草皮或种植生长快速的植物。另外，园林业主可以选择分区域逐渐建造园林。
- 意大利西西里岛蒙雷阿莱主教座堂中，一个连接礼拜场所的园林
- 加拿大不列颠哥伦比亚省维多利亚市布查德花园中的下沉花园（Sunken Garden）
- 法国凡尔赛宫花园
- 印度焦特布尔乌麦·巴哈旺皇宫（英语：Umaid Bhawan Palace）的后院
- 新加坡国立大学理学院中的热带园林
- 意大利利尼亚诺萨比亚多罗一个带有日期图案的花坛
- 美国弗吉尼亚州殖民地威廉斯堡历史保护区中的园林，园林中种植着许多原种植物
- 日本大阪府大阪市四天王寺中的本坊庭院，是一座枯山水园林
- 中国南京的煦园是一座典型的中国江南园林，亦是晚清重建的衙署园林，同时可追溯至明代的王府花园。

### 要素
大多数园林是自然要素与结构要素的结合。实际上，就算是非常“自然的”园林也是人的有意识改造。自然要素主要展现为园林中的植物群落（例如树和草）、动物群落（例如节肢动物和鸟）、土壤、水、空气和光。结构要素包括园路、雕塑、排水系统、灯、亭、台、楼（例如木屋、绿廊）以及生物结构（例如花坛、池塘、草地）。

### 灌溉
部分园林设计师没有剥夺园林赖以生存的湿地，园林不依赖外界的水源。例如在英国怀特岛郡的文特诺植物园、埃塞克斯郡部分贝斯·查特的花园、多塞特郡的Sticky Wicket花园、皇家园艺学会Harlow Carr花园和皇家园艺学会Hyde Hall花园。

### 环境破坏
在园艺过程中，园丁既可能改善环境也可能破坏环境。建造房屋或园林可能导致直接的栖息地破坏，而使用泥炭、岩石等园艺材料、使用自来水灌溉园林、园林产生温室气体造成的气候变化则可能导致间接的栖息地破坏。部分园艺活动也可能导致园林内外生物的死亡，例如使用四聚乙醛农药不仅会杀害蛞蝓和蜗牛，还会杀害刺猬、欧歌鸫等捕食者；过度的植物采集使本地物种灭绝。

### 引用
1. ↑  Some tips and opinion about gardening. （页面存档备份，存于） 2020-03-15
2. ↑  . 中国网，来源：《苏州日报》. 2004-06-14  [2017-06-10]. （原始内容存档于2020-05-19） （简体中文）.
3. 1 2  吴钩. . 责任编辑：王晓易_NE0011. 网易，来源：南方都市报(深圳). 2017-01-22  [2017-08-13]. （原始内容存档于2017-08-13） （简体中文）.
4. ↑  王欣. . 中国成人教育 (山东省济南市: 中国成人教育杂志编辑部). （原始内容存档于2020-10-30） （简体中文）.
5. ↑  . 搜狐网. 2016-09-03  [2017-08-13]. （原始内容存档于2019-05-08） （简体中文）.
6. ↑  Chen, Gang.  2nd. Outskirts Press, Inc. 2010: 3  [2016-11-19]. ISBN 978-1-4327-4197-6. （原始内容存档于2020-10-01） （英语）.

## 延伸阅读
[在维基数据编辑]
 《欽定古今圖書集成·經濟彙編·考工典·園林部》，出自陈梦雷《古今圖書集成》

## 外部連接
- 维基共享资源上的相關多媒體資源：園林
- 维基共享资源上的相關多媒體資源：園林
- 维基共享资源上的相關多媒體資源：園林